# Debalțeve, Vasîlkivka
Debalțeve (în ucraineană Дебальцеве) este localitatea de reședință a comunei Debalțeve din raionul Vasîlkivka, regiunea Dnipropetrovsk, Ucraina.

## Demografie
Componența lingvistică a localității Debalțeve
     Ucraineană (97,09%)
     Rusă (2,51%)
     Alte limbi (0,3%)
Conform recensământului din 2001, majoritatea populației localității Debalțeve era vorbitoare de ucraineană (97,09%), existând în minoritate și vorbitori de rusă (2,51%).